# Danh sách thành phố chủ nhà của Đại hội Thể thao Đông Nam Á
Kể từ khi Đại hội Thể thao Đông Nam Á bắt đầu vào năm 1959, đại hội đã được tổ chức tại 15 thành phố trên tất cả các quốc gia Đông Nam Á ngoại trừ Đông Timor.
| Năm                                 | Đại hội                             | Thành phố chủ nhà                                                    | Vô địch                                                              | Hạng 2                                                               | Hạng 3                                                               |
| Đại hội Thể thao Bán đảo Đông Nam Á | Đại hội Thể thao Bán đảo Đông Nam Á | Đại hội Thể thao Bán đảo Đông Nam Á                                  | Đại hội Thể thao Bán đảo Đông Nam Á                                  | Đại hội Thể thao Bán đảo Đông Nam Á                                  | Đại hội Thể thao Bán đảo Đông Nam Á                                  |
| ----------------------------------- | ----------------------------------- | -------------------------------------------------------------------- | -------------------------------------------------------------------- | -------------------------------------------------------------------- | -------------------------------------------------------------------- |
| 1959                                | 1                                   | Băng Cốc                                                             | Thái Lan (35)                                                        | Miến Điện (11)                                                       | Malaya (8)                                                           |
| 1961                                | 2                                   | Rangoon                                                              | Miến Điện (35)                                                       | Thái Lan (21)                                                        | Malaya (16)                                                          |
| 1963                                | 1963                                | Được trao cho Campuchia, bị hủy bỏ do tình hình chính trị trong nước | Được trao cho Campuchia, bị hủy bỏ do tình hình chính trị trong nước | Được trao cho Campuchia, bị hủy bỏ do tình hình chính trị trong nước | Được trao cho Campuchia, bị hủy bỏ do tình hình chính trị trong nước |
| 1965                                | 3                                   | Kuala Lumpur                                                         | Thái Lan (38)                                                        | Malaysia (33)                                                        | Singapore (18)                                                       |
| 1967                                | 4                                   | Băng Cốc                                                             | Thái Lan (77)                                                        | Singapore (28)                                                       | Malaysia (23)                                                        |
| 1969                                | 5                                   | Rangoon                                                              | Miến Điện (57)                                                       | Thái Lan (32)                                                        | Singapore (31)                                                       |
| 1971                                | 6                                   | Kuala Lumpur                                                         | Thái Lan (44)                                                        | Malaysia (41)                                                        | Singapore (32)                                                       |
| 1973                                | 7                                   | Singapore                                                            | Thái Lan (47)                                                        | Singapore (45)                                                       | Malaysia (30)                                                        |
| 1975                                | 8                                   | Băng Cốc                                                             | Thái Lan (80)                                                        | Singapore (38)                                                       | Miến Điện (28)                                                       |
| Đại hội Thể thao Đông Nam Á         |                                     |                                                                      |                                                                      |                                                                      |                                                                      |
| 1977                                | 9                                   | Kuala Lumpur1                                                        | Indonesia (62)                                                       | Thái Lan (37)                                                        | Philippines (31)                                                     |
| 1979                                | 10                                  | Jakarta                                                              | Indonesia (92)                                                       | Thái Lan (50)                                                        | Miến Điện (26)                                                       |
| 1981                                | 11                                  | Manila                                                               | Indonesia (85)                                                       | Thái Lan (62)                                                        | Philippines (55)                                                     |
| 1983                                | 12                                  | Singapore                                                            | Indonesia (64)                                                       | Philippines (49)                                                     | Thái Lan (49)                                                        |
| 1985                                | 13                                  | Băng Cốc                                                             | Thái Lan (92)                                                        | Indonesia (62)                                                       | Philippines (43)                                                     |
| 1987                                | 14                                  | Jakarta                                                              | Indonesia (183)                                                      | Thái Lan (63)                                                        | Philippines (59)                                                     |
| 1989                                | 15                                  | Kuala Lumpur                                                         | Indonesia (102)                                                      | Malaysia (67)                                                        | Thái Lan (62)                                                        |
| 1991                                | 16                                  | Manila                                                               | Indonesia (92)                                                       | Philippines (90)                                                     | Thái Lan (72)                                                        |
| 1993                                | 17                                  | Singapore                                                            | Indonesia (88)                                                       | Thái Lan (63)                                                        | Philippines (57)                                                     |
| 1995                                | 18                                  | Chiang Mai2                                                          | Thái Lan (157)                                                       | Indonesia (77)                                                       | Philippines (33)                                                     |
| 1997                                | 19                                  | Jakarta                                                              | Indonesia (194)                                                      | Thái Lan (83)                                                        | Malaysia (55)                                                        |
| 1999                                | 20                                  | Bandar Seri Begawan                                                  | Thái Lan (65)                                                        | Malaysia (57)                                                        | Indonesia (44)                                                       |
| 2001                                | 21                                  | Kuala Lumpur                                                         | Malaysia (111)                                                       | Thái Lan (103)                                                       | Indonesia (72)                                                       |
| 2003                                | 22                                  | Hà Nội và Thành phố Hồ Chí Minh3                                     | Việt Nam (158)                                                       | Thái Lan (90)                                                        | Indonesia (55)                                                       |
| 2005                                | 23                                  | Manila 4                                                             | Philippines (113)                                                    | Thái Lan (87)                                                        | Việt Nam (71)                                                        |
| 2007                                | 24                                  | Nakhon Ratchasima5                                                   | Thái Lan (183)                                                       | Malaysia (68)                                                        | Việt Nam (64)                                                        |
| 2009                                | 25                                  | Viêng Chăn                                                           | Thái Lan (86)                                                        | Việt Nam (83)                                                        | Indonesia (43)                                                       |
| 2011                                | 26                                  | Palembang và Jakarta6                                                | Indonesia (182)                                                      | Thái Lan (109)                                                       | Việt Nam (96)                                                        |
| 2013                                | 27                                  | Naypyidaw                                                            | Thái Lan (108)                                                       | Myanmar (84)                                                         | Việt Nam (74)                                                        |
| 2015                                | 28                                  | Singapore                                                            | Thái Lan (95)                                                        | Singapore (84)                                                       | Việt Nam (73)                                                        |
| 2017                                | 29                                  | Kuala Lumpur                                                         | Malaysia (144)                                                       | Thái Lan (71)                                                        | Việt Nam (59)                                                        |
| 2019                                | 30                                  | Manila và Clark                                                      |                                                                      |                                                                      |                                                                      |
| 2021                                | 31                                  | Hà Nội                                                               |                                                                      |                                                                      |                                                                      |
| 2023                                | 32                                  | Phnôm Pênh                                                           |                                                                      |                                                                      |                                                                      |
| 2025                                | 33                                  | TBA                                                                  |                                                                      |                                                                      |                                                                      |
| 2027                                | 34                                  | TBA                                                                  |                                                                      |                                                                      |                                                                      |

- 1 – Tên thay đổi khi Brunei, Philippines và Indonesia được thừa nhận.
- 2 – Đây là lần đầu tiên trong lịch sử SEAGF rằng một thành phố phi thủ đô đã tổ chức sự kiện thể thao hai năm một lần.
- 3 – Đây là lần đầu tiên trong lịch sử SEAGF rằng các địa điểm đại hội thể thao này được giao cho hai thành phố là Hà Nội và Thành phố Hồ Chí Minh. Các miền địa phương khác đã tổ chức đại hội thể thao này là Hải Phòng, Hải Dương, Nam Định, Ninh Bình, Phú Thọ, Vĩnh Phúc, Bắc Ninh, và Hòa Bình.
- 4 – Các miền địa phương khác đã tổ chức đại hội thể thao này là một số thành phố trong phạm vi vùng đô thị Manila, Los Baños và thành phố Calamba ở Laguna, Cebu, Bacolod, Angeles, và Subic.
- 5 – Thành phố Chonburi và Băng Cốc nằm trong số những nơi Đại hội Thể thao Đông Nam Á lần thứ 24 được tổ chức.
- 6 – Palembang là chủ nhà chính cho đại hội thể thao này, Jakarta là đồng chủ nhà hỗ trợ.
- 7 – Philippines ủng hộ việc tổ chức Đại hội Thể thao Đông Nam Á lần thứ 30 trích dẫn cuộc khủng hoảng trong nước, nhưng đã đảo ngược quyết định vào ngày 16 tháng 8 năm 2017 sau khi POC kháng nghị.

## Kiểm điểm chủ nhà
| Quốc gia                                                                    | Sự kiện tổ chức | Năm tổ chức      |
| --------------------------------------------------------------------------- | --------------- | ---------------- |
| Thái Lan                                                                    | 3               | 1959, 1967, 1975 |
| Malaysia                                                                    | 2               | 1965, 1971       |
| Myanmar                                                                     | 2               | 1961, 1969       |
| Singapore                                                                   | 1               | 1973             |
| Campuchia                                                                   | –               | 19632            |
| Lào                                                                         | –               | –                |
| Việt Nam Cộng hòa                                                           | –               | –                |
| Các kiểm điểm chủ nhà từ Đại hội Thể thao Bán đảo Đông Nam Á 1959 đến 1975. |                 |                  |

| Quốc gia                                                            | Sự kiện tổ chức | Năm tổ chức             |
| ------------------------------------------------------------------- | --------------- | ----------------------- |
| Indonesia                                                           | 4               | 1979, 1987, 1997, 2011  |
| Malaysia                                                            | 4               | 1977, 1989, 2001, 20171 |
| Thái Lan                                                            | 3               | 1985, 1995, 2007        |
| Philippines                                                         | 3               | 1981, 1991, 2005        |
| Singapore                                                           | 3               | 1983, 1993, 20153       |
| Brunei                                                              | 1               | 1999                    |
| Việt Nam                                                            | 1               | 2003                    |
| Lào                                                                 | 1               | 2009                    |
| Myanmar                                                             | 1               | 2013                    |
| Campuchia                                                           | –               | –                       |
| Đông Timor                                                          | –               | –                       |
| Các kiểm điểm chủ nhà từ Đại hội Thể thao Đông Nam Á 1977–hiện tại. |                 |                         |

- 1 – Chỉ có các sự kiện chủ nhà mới được tính, các sự kiện trong tương lai sẽ nằm trong dấu ngoặc đơn.
- 2 – Campuchia đã đăng cai tổ chức Đại hội Thể thao Bán đảo Đông Nam Á 1963, nhưng bị hủy bỏ do hoàn cảnh bất ổn.
- 3 – Singapore được giao nhiệm vụ chủ nhà Đại hội Thể thao Đông Nam Á 2013, nhưng đã chọn từ bỏ quyền sau này.